# Vlag van Oslo

Vlag van de gemeente Oslo

Voorgaande vlag
(1924-2000)

De vlag van Oslo is bij raadsbesluit op januari 2000 vastgesteld als de gemeentelijke vlag van de Noorse hoofdstad Oslo. De vlag zou als volgt kunnen worden omschreven:
Blauw met gemeentewapen op de scheiding van broeking en vlucht.

## Geschiedenis
Op de verjaardag in 1924 introduceerde de stad Oslo ook een stadsvlag. Deze had vier horizontale strepen - blauw, wit, blauw en wit. De kleuren werden vermoedelijk ontleend aan het stadszegel, aangezien de versie uit 1892 vaak in blauw en wit werd afgebeeld. Vreemd genoeg werd deze vlag nooit formeel aangenomen door de gemeenteraad en werd er ook geen goedkeuring voor aangevraagd, zoals vereist door de wet van 29 juni 1933 inzake vlaggen op openbare gebouwen van gemeenten. In 1996 werd de blauwe kleur officieel gestandaardiseerd.
Bij het laatste stadsjubileum in 2000 introduceerde de gemeente een compleet nieuwe vlag. Deze toont het stadszegel uit 1924 in vele kleuren op blauwe vlag. Deze vlag is ook niet goedgekeurd door de staat en het gebruik ervan op gemeentelijke gebouwen is daarom illegaal.

## Verwante afbeeldingen

Wapen van Oslo
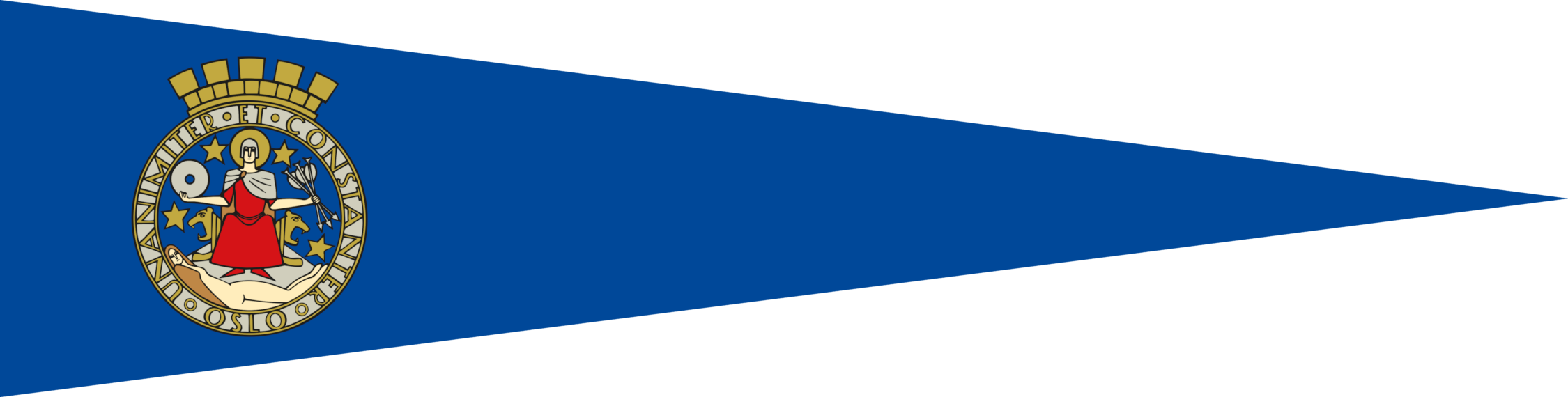
Wimpel van Oslo
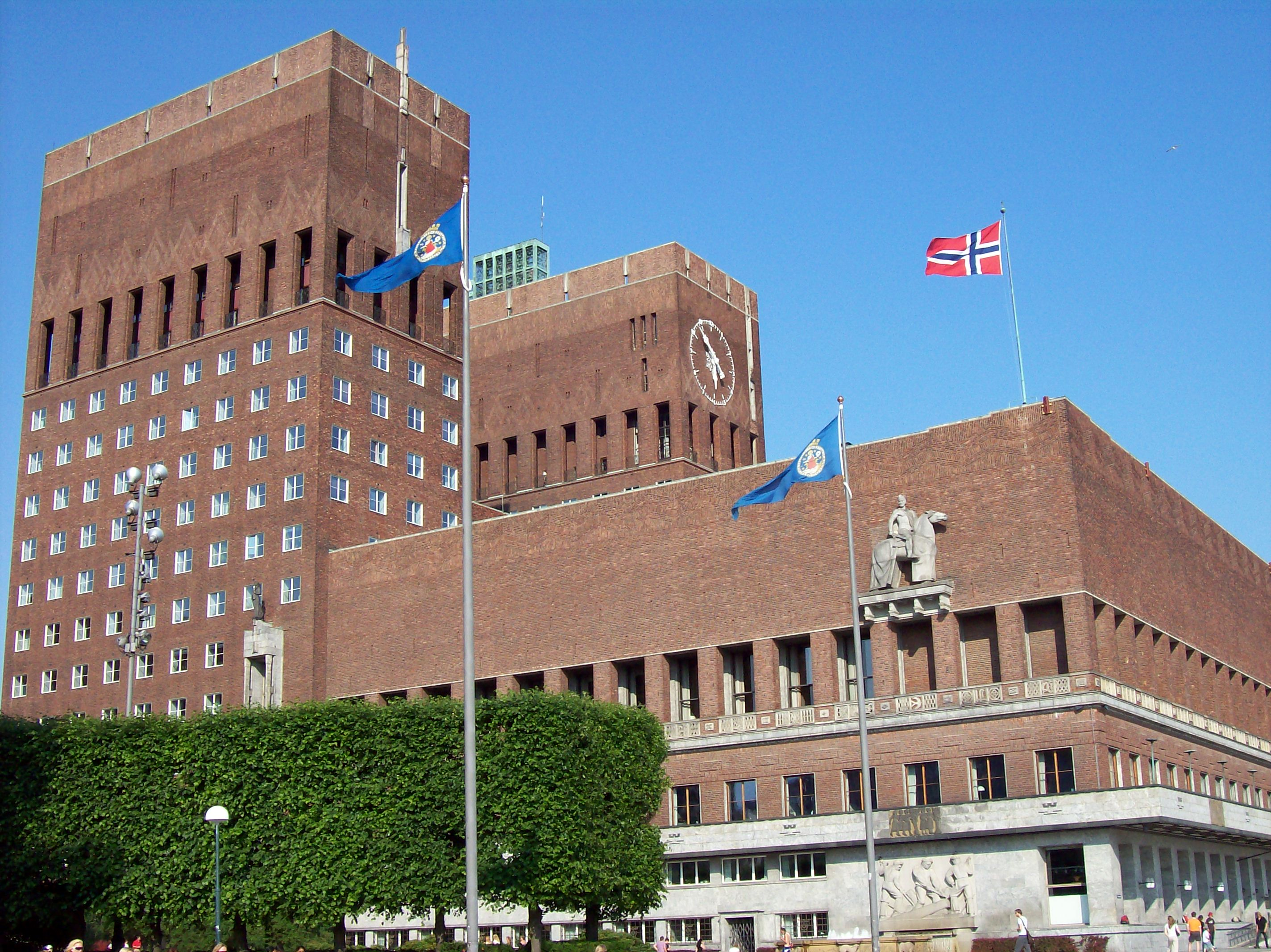
Wimpels van Oslo in de Stadhuis